# آزمون جذب گزیلوز
آزمون جذب گزیلوز (به انگلیسی: D-xylose absorption test) یک آزمایش پزشکی است که برای تشخیص ضعف جذب بخش پروگزیمال روده کوچک استفاده می‌شود. این حالت در خیلی از موارد به علت نقص در یکپارچگی مخاط دستگاه گوارش رخ می‌دهد. گزیلوز یک نوع مونوساکارید یا قند ساده است که برای جذب و هضم شدن نیاز به آنزیم‌ها ندارد. جذب آن فقط به مخاط سالم نیاز دارد. در مقابل، پلی ساکارید‌ها نیاز به آنزیم‌هایی مانند آمیلاز دارند تا بتوانند به عنوان مونوساکارید جذب شوند. این آزمایش قبلاً استفاده می‌شد، اما امروزه تست الیزا جایش را گرفته‌است.